# Ambuchanania
Ambuchanania là một chi rêu trong họ Sphagnaceae.